# Mariakapel (Heythuysen)
De Mariakapel is een kapel in Heythuysen in de Nederlandse gemeente Leudal. De kapel staat aan de straat Walk nabij de rotonde met de Biesstraat aan de oostrand van het dorp.
De kapel is gewijd aan de heilige Maria.

## Geschiedenis
In 1954 werd met het Mariajaar de kapel gebouwd.

## Gebouw
De bakstenen kapel is opgetrokken op een rechthoekig plattegrond en wordt gedekt door een uitkragend zadeldak met rode pannen. Het staat op een verhoging met aan de voorzijde twee treden en opzij een lage bakstenen muur. De zijgevels bevatten elk een rechthoekig venster met glas-in-lood. De frontgevel heeft is aan de onderzijde en bovenzijde breder en bevat de spitsboogvormige opening, waarbij de boog omlijst wordt door mergelstenen en de toegang door een siersmeedhek wordt afgesloten.
Van binnen is de kapel uitgevoerd in baksteen onder een wit gestuukt tongewelf. Tegen de achterwand is het altaar gemetseld dat bestaat uit een rechthoekige geheel met in het midden een ronde uitbouw die iets hoger boven de rest van het altaar uitsteekt. Op deze verhoging staat het Mariabeeld en toont de heilige al staande op een bol, terwijl ze een slang (symbool voor het kwaad) vertrapt en haar handen samenvouwt om te bidden.